# Jürgen Ehlers (Iranist)

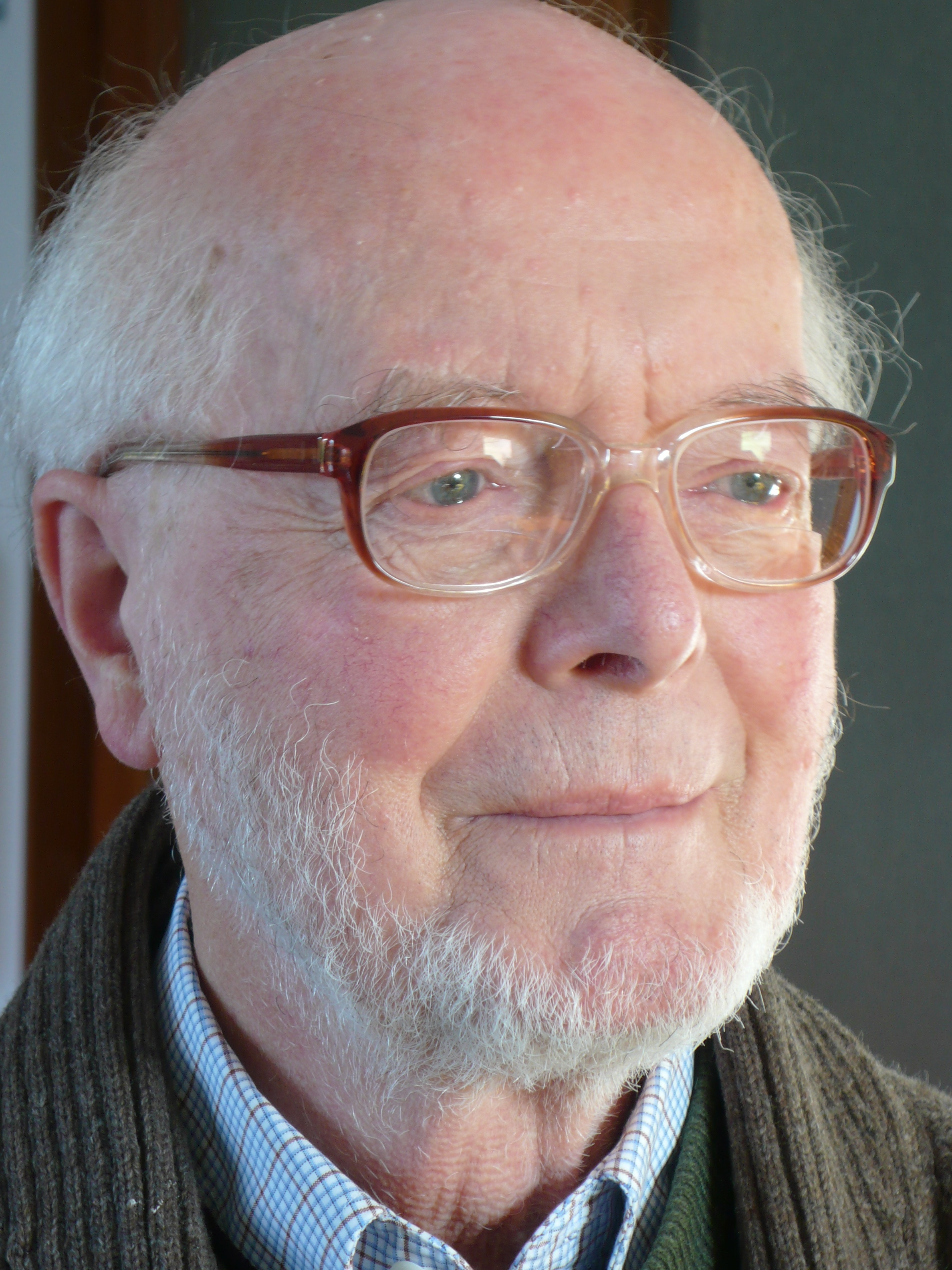
Jürgen Ehlers im Februar 2011

Jürgen Ehlers (* 28. Mai 1930 in Hamburg) ist ein deutscher Iranist. Er ist in Fachkreisen für seine Arbeiten über das persische Nationalepos, das Šāhnāme, bekannt geworden.

## Leben
Jürgen Ehlers hat in Hamburg die Schule besucht und dort auch studiert. Schon vor dem Abitur (1950) begann er eine journalistische Tätigkeit (1949–1952) als selbständiger Mitarbeiter der Schifffahrts-Redaktionen der Tageszeitung Hamburger Freie Presse und der Hamburger Fachzeitschrift Wirtschafts-Correspondent. Von 1950 bis 1955 studierte er Anglistik, Romanistik, Pädagogik, Philosophie und Zeitungswissenschaften an der Universität Hamburg. Als Student nahm er an den Aktivitäten der studentischen Gruppe Amicale teil, welche die deutsch-französische Verständigung und die Förderung des Europa-Gedankens zum Ziel hatte.
Das Studium beendete er 1956 mit dem Staatsexamen für das Höhere Lehramt. Nach dem Referendariat unterrichtete er von 1958 bis 1990 an zwei Hamburger Gymnasien, wobei er zehn Jahre lang als Studiendirektor Leiter der Beobachtungsstufe des Gymnasiums Oberalster war. Von 1950 bis 1965 schrieb er nebenberuflich als Deutschland-Korrespondent der englischen Fachzeitschrift The Motor Ship unzählige Beiträge über Schiffbau und Schiffsmotoren.
Nach seiner krankheitsbedingten vorzeitigen Pensionierung studierte er an der Universität Hamburg Iranistik: persische Sprache und Literatur, Avesta und Pahlavi, nachdem er schon vorher die Grundlagen der persischen Sprache erlernt hatte. Angeregt durch seinen iranischen Lehrer, den Dozenten Djalal Khaleghi-Motlagh, der gleichzeitig an der Herausgabe der ersten kritischen Ausgabe des persischen Nationalepos Šāhnāme arbeitete, begann er sehr bald, sich auch für dessen Fachgebiet zu interessieren. Seine weiteren Lehrer im Fach Iranistik waren Prof. Dr. Ronald Emmerick und Dr. Gerd Gropp.
Er wurde 1994 mit einer Arbeit über Die Natur in der Bildersprache des Šāhnāmeh promoviert. Seitdem hat er verschiedene Arbeiten zum persischen Nationalepos veröffentlicht und ist unter anderem von der Redaktion der Encyclopaedia Iranica, New York, zu einem Beitrag über Fritz Wolff, den Verfasser eines Glossars zum Šāhnāme, und vom Museum für Islamische Kunst in Berlin zu einem Beitrag Ferdausi und das Šāhnāme für eine Festschrift des Museums anlässlich einer Ausstellung zur 1000-Jahr-Feier der Fertigstellung des Šāhnāme (2011) eingeladen worden.
Jürgen Ehlers lebt mit seiner Frau in Hamburg-Duvenstedt.

## Wissenschaftliche Veröffentlichungen
- xāk und gard. Ein Beitrag zur Untersuchung der Bildersprache im Šāhnāme. In: Zeitschrift der Deutschen Morgenländischen Gesellschaft (ZDMG), Bd. 143/1, S. 72–105, Stuttgart 1993.
- Die Natur in der Bildersprache des Šāhnāme. In der Reihe: Beiträge zur Iranistik, Bd. 16, Wiesbaden 1995. Dissertationsschrift.
- Mit goldenem Siegel. Über Briefe, Schreiber und Boten im Šāhnāme (= Beiträge zur Iranistik, Bd. 19). Wiesbaden 2000.

## Kommentierte Übersetzungen
- Ferdausi, Rostam. Die Legenden aus dem Šāhnāme. Reclam, Stuttgart 2002.
- Ferdausi, Die tragische Geschichte vom Prinzen Esfandiyār und seinem Vater Goštāsp. Der Beginn des Zarathustrismus in Persien. Norderstedt 2004.
- Ferdausi, Schāhnāme. Die Rostam-Legenden. Reclam, Stuttgart 2010.

(eine Taschenbuch-Ausgabe von Rostam, 2002).
| Personendaten    | Personendaten     |
| ---------------- | ----------------- |
| NAME             | Ehlers, Jürgen    |
| KURZBESCHREIBUNG | deutscher Iranist |
| GEBURTSDATUM     | 28. Mai 1930      |
| GEBURTSORT       | Hamburg           |